# شون سبايسر
شون مايكل سبايسر (بالإنجليزية: Sean Michael Spicer؛ و. 23 سبتمبر 1971) هو مؤيد سياسي أميركي شغل منصب السكرتير الصحفي للبيت الأبيض إبان رئاسة دونالد ترمب في 2017. سباير كان مدير البلاغات للجنة الجمهورية الوطنية من 2011 إلى 2017 وكبير مخططيها من 2015 إلى 2017.
خلال فترة عمله كسكرتير صحفي للبيت الأبيض، سبايسر أدلى بعدد من البيانات المثيرة للجدل أو الكاذبة، وأقام علاقة خلافية مع السلك الصحفي في البيت الأبيض. أول حالة من هذه العلاقة الخلافية حدثت 21 يناير 2017 بعد يوم من تنصيب دونالد ترمب. سبايسر كرر الزعمة أن الحشود في تنصيف ترمب كانت الأكبر على الإطلاق لمثل تلك المناسبة وأن وسائل الإعلام الإخبارية قللت من عدد المشاهدين عمدا. بعدما انتقد هذا الإعلان واسع الانتقاد، فقالت مؤيدة ترمب كيليان كونواي إن سبايسر قدم ما وصفته بـ"حجج بديلة"، فيما يتعلق بعدد الحاضرين في تنصيب ترمب.
يوم 21 يوليو 2017 أعلن سبايسر استقالته من مصنب السكرتير الصحفي للبيت الأبيض، مع أنه ظل في البيت الأبيض بصفة غير محددة لغاية 31 أغسطس 2017.

## روابط خارجية
- شون سبايسر على موقع IMDb (الإنجليزية)
- شون سبايسر على موقع إن إن دي بي (الإنجليزية)
- شون سبايسر على موقع قاعدة بيانات الفيلم (الإنجليزية)